# Небожин (Великопольське воєводство)
Небожин (пол. Nieborzyn) — село в Польщі, у гміні Клечев Конінського повіту Великопольського воєводства.
Населення — 515 осіб (2011).
У 1975-1998 роках село належало до Конінського воєводства.

## Демографія
Демографічна структура станом на 31 березня 2011 року:
|          | Загалом | Допрацездатний вік | Працездатний вік | Постпрацездатний вік |
| -------- | ------- | ------------------ | ---------------- | -------------------- |
| Чоловіки | 255     | 62                 | 164              | 29                   |
| Жінки    | 260     | 60                 | 152              | 48                   |
| Разом    | 515     | 122                | 316              | 77                   |